# Kardinal-Faulhaber-Straße 10
|                                       | Dieser Artikel wurde im Portal München zur Verbesserung eingetragen. Hilf mit, ihn zu bearbeiten, und beteilige dich an der Diskussion! |
| Vorlage:Portalhinweis/Wartung/München | |

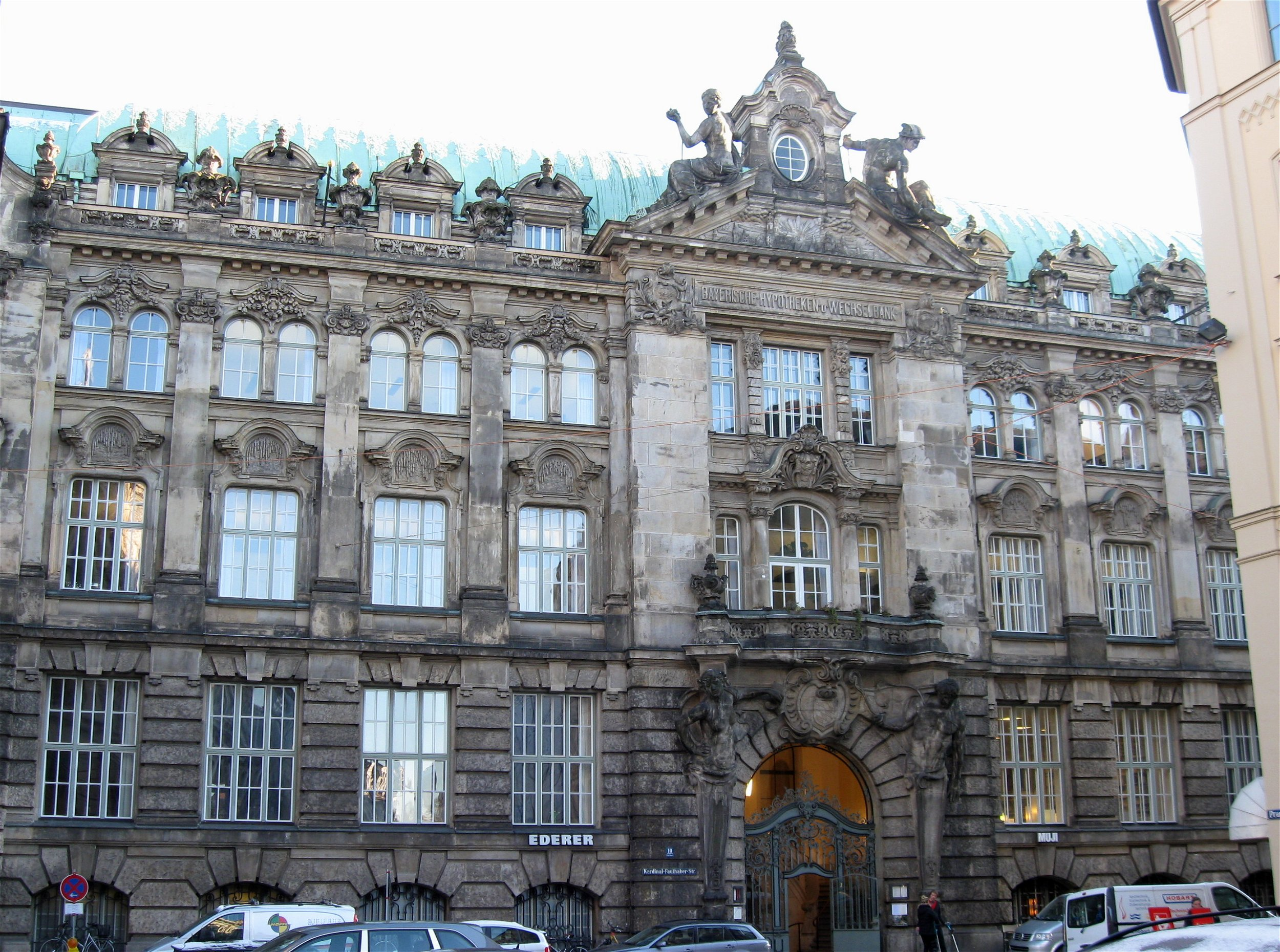
Gebäude Kardinal-Faulhaber-Straße 10 in München

Das Gebäude Kardinal-Faulhaber-Straße 10 ist ein Bankgebäude in München. Es wurde 1895/96 nach Entwurf des Münchner Architekten Albert Schmidt für die Bayerische Hypotheken- und Wechsel-Bank erbaut und ist unter der Nummer D-1-62-000-3234 als Baudenkmal in die Bayerische Denkmalliste eingetragen.